# Edward William Middlemast
Edward William Middlemast (* 9. Dezember 1864 in Wallsend; † nach 1915) war ein britischer Mathematiker und Pädagoge.
Middlemast ging in Newcastle upon Tyne zur Schule und studierte ab 1883 an der  Universität Cambridge (St. John´s College) und war im ersten Teil der Tripos-Prüfungen 1886 Zehnter. 1890 erhielt er seinen M.A. 1888 wurde er Professor am Madras Engineering College und 1897 wurde er Leiter (Principal) des Government Arts College in Rajahmundry. 1903 wurde er stellvertretender Direktor für das Schulwesen in Madras. 1904 war er auf Einladung der niederländischen Regierung mit einer Bestandsaufnahme des Schulwesens in den Niederlanden beauftragt und 1905 wurde er Fellow der Universität Madras. 1910 wurde er Professor für Mathematik am Presidency College in Madras (heute Chennai), der Vorläufer der Universität Madras, und 1915 war er Leiter (Principal) des College, wurde aber im selben Jahr nach England zurückberufen. Außerdem war er 1910 bis 1915 staatlicher Schulinspektor.
1915 war er Präsident der Indian Mathematical Society.
1911 schrieb er ein Empfehlungsschreiben, in dem er sich für die Einstellung von S. Ramanujan in der Hafenverwaltung von Madras einsetzte und dessen große mathematische Fähigkeiten hervorhob.